# Polskie Towarzystwo Walki z Kalectwem
Polskie Towarzystwo Walki z Kalectwem – polska organizacja społeczna i naukowa z siedzibą w Warszawie, której przedmiotem działania jest rehabilitacja osób niepełnosprawnych.

## Historia
Organizacja powstał 9 marca 1960. Na zebraniu założycielskim prof. Wiktor Dega powiedział: Powołane Towarzystwo stanowić będzie ważne ogniwo, które połączy wiele sektorów rehabilitacji, które pracowały zbyt luźno, aby mogły dać pełne efekty. Za zadanie poczytano sobie wówczas nie tylko współpracę branżową, ale także popularyzację wiedzy o niepełnosprawności w społeczeństwie, celem stworzenia lepszego klimatu społecznego i zrozumienia specyficznych potrzeb osób niepełnosprawnych. Towarzystwo stworzyło podwaliny polskiej szkoły rehabilitacji, co było zasługą m.in. pierwszych prezesów stowarzyszenia, profesorów: Wiktora Degi (1896–1995), Mariana Weissa (1921–1981) i Aleksandra Hulka, pedagoga specjalnego (1916–1993).
Organizacja była aktywna na arenie międzynarodowej, prezentując polskie, wówczas bardzo nowatorskie, poglądy na rehabilitację m.in. na forum UNICEF i UNESCO. Zorganizowała także w Polsce dwa międzynarodowe kongresy naukowe – w okresach 10–12 maja 1971 i 1–7 października 1983. Obok działalności społecznej prowadzono działalność naukową, wydawniczą i inną (pomoc dla ofiar wypadków drogowych, tworzenie kół skupiających ludzi chorych na epilepsję oraz stwardnienie rozsiane, organizacja pierwszego w Polsce turnusu mowy przełykowej dla osób po onkologicznych operacjach krtani, jak również organizacja specjalistycznych turnusów dla osób z chorobą Parkinsona i Alzheimera). Po 1989 organizacja wspiera osoby niepełnosprawne przy wchodzeniu na rynek pracy.
Mimo że nazwa organizacji pozostaje archaiczna, to jest świadomie utrzymywana z szacunku dla jej twórców i organizatorów – to jej działalność przyczyniła się w znacznym stopniu do zmian w słownictwie związanym z niepełnosprawnością.

## Władze i oddziały
Prezesem stowarzyszenia jest Krzysztof Miroński (2017). Przewodniczącym Społecznej Rady Naukowej towarzystwa jest prof. dr hab. Adam Kurzynowski (2017). W 2017 oddziały organizacji mieściły się w następujących miejscowościach: Białystok, Bydgoszcz, Ciechanów, Częstochowa, Gdańsk, Głogów, Gorzów Wielkopolski, Jelenia Góra, Juchnowiec Kościelny, Katowice, Kock, Konin, Kotlin, Kraków, Krasnystaw, Krosno, Kutno, Lubań Śląski, Lublin, Olsztyn, Płock, Poznań, Przemyśl, Radom, Rzeszów, Sanok. Siemiatycze, Słupca, Suwałki, Szczecin, Tarnów, Warszawa, Wolsztyn, Wrocław, Zielona Góra.